# Тарасово (Мордовия)
Тарасово (эрз. Таразбуе) — село в Атяшевском районе Республики Мордовия Российской Федерации. Входит в состав Сабанчеевского сельского поселения.
Население 409 чел. (2019 год), в основном мордва-эрзя.

## География
Село расположено в 14 км от районного центра и железнодорожной станции Атяшево.

## История
Название-антропоним. Основано в начале XVII веке. В «Книге бортных Ухожаев Д. Пушечникова и А. Костяева 1624—1626 гг.» упоминается как деревня бортной мордвы из 11 дворов. Тарасовцы владели Кирмальским ухожаем на реке Алатырь, рыбными ловлями по реке Суре.
До 1671 года часть жителей основала в верховье реки Большая Сарка новое поселение — «деревню Тарасова, Батушево тож». По сведениям 10-й ревизии (1857), Тарасово — деревня удельная из 190 дворов Ардатовского уезда. По переписи 1910—1911 гг., в Тарасове имелись церковь (1905) и школа (1865). В 1930-е гг. был образован колхоз «Труд» (председатель Я. Ф. Свойкин), с 1997 г. — СХПК.

## Население
| 2002 | 2010 | 2012 | 2013 | 2014 | 2015 | 2016 |
| ---- | ---- | ---- | ---- | ---- | ---- | ---- |
| 631  | ↘543 | ↘515 | ↘499 | ↘484 | ↘462 | ↘453 |
| 2017 | 2018 | 2019 |      |      |      |      |
| ↘442 | ↘429 | ↘409 |      |      |      |      |

## Описание
В селе имеется средняя школа, библиотека, дом культуры, медпункт, магазин.
Установлен памятник воинам, погибшим в годы Великой Отечественной войны.
Возле села — курганы срубной культуры (в 1979 г. исследовал В. Н. Шитов). 